# Plesiotrochus acutangulus
Plesiotrochus acutangulus is een slakkensoort uit de familie van de Plesiotrochidae. De wetenschappelijke naam van de soort is voor het eerst geldig gepubliceerd in 1924 door Yokoyama.